# Ramadan Agab
Ramadan Alagab (ur. 19 września 1989) – sudański piłkarz grający na pozycji napastnika. Jest zawodnikiem klubu Al-Merreikh.

## Kariera klubowa
Alagab zaczynał karierę w klubie Al-Mourada. W trakcie sezonu 2012 przeszedł do klubu Al-Merreikh. Z klubem tym zdobywał mistrzostwa Sudanu w sezonach: 2013, 2015, 2018/2019. W sezonie 2017 awansował ze swoją drużyną do fazy grupowej rozgrywek Ligi Mistrzów CAF. Zanotował w niej 4 występy nie strzelając bramki.

## Kariera reprezentacyjna
W reprezentacji Sudanu Alagab zadebiutował w 2010 roku. W 2012 roku został powołany do kadry na Puchar Narodów Afryki 2012.